# 大中臣豊雄
大中臣 豊雄（おおなかとみ の とよお、生年不詳 - 貞観12年（870年））は、平安時代前期の貴族。阿波守・大中臣宿奈麻呂の曾孫、正六位上・大中臣木村の子。官位は従五位上・神祇大副。

## 経歴
清和朝初頭の貞観元年（859年）諸社に対して神宝幣帛を奉った際、豊雄は氣比神宮・気多大社の両者に派遣され（この時の官位は正六位上・神祇大祐）、翌貞観2年（860年）例幣使として伊勢大神宮に派遣された。その後神祇少副に昇格するが、貞観3年（861年）神祇伯・中臣逸志らとともに、冒蔭の姧を絶つために大中臣・中臣両氏の絶戸・無身戸を戸籍から除くことを請い、許されて計137烟が除棄された。
貞観5年（863年）従五位下に叙爵し、貞観6年（864年）神祇大副に昇任される。貞観9年（867年）伊勢神宮の祭主となり、貞観11年（869年）従五位上に至る。この間、神官として以下の神事に携わっている。
- 貞観5年（863年）流星があり、神祇官の占いが天照大神の祟りと出たことから、参議・春澄善縄とともに大極殿で伊勢大神に祈祷を行う[3]。
- 貞観8年（866年）応天門の火災を告げるために、大舎人頭・礒江王らとともに伊勢太神宮へ派遣される[4]。
- 貞観10年（868年）例幣使として少納言兼侍従・久須継王らとともに伊勢大神宮に派遣された[5]

貞観12年（870年）卒去。

## 官歴
『日本三代実録』による。
- 貞観元年（859年） 7月14日：見神祇大祐正六位上
- 貞観3年（861年） 6月1日：見神祇少副
- 貞観5年（863年） 正月7日：従五位下
- 貞観6年（864年） 3月8日：神祇大副
- 貞観9年（867年） 日付不詳：祭主[6]
- 貞観11年（869年） 正月7日：従五位上
- 貞観12年（870年） 日付不詳：卒去[6]

## 系譜
「中臣氏系図」（『群書類従』巻62所収）による。
- 父：大中臣木村
- 母：不詳
- 生母不詳の子女
  - 男子：大中臣有世
  - 男子：大中臣道世
  - 男子：大中臣弘蔭